# بطولة كاريوكا 2001
بطولة كاريوكا 2001 هو موسم من بطولة كاريوكا. أشرف على تنظيمه Federação de Futebol do Estado do Rio de Janeiro ‏، وكان عدد الأندية المشاركة فيه 12، وفاز فيه نادي فلامنغو.